# Bill Mueller
William Richard Mueller (Maryland Heights, Misuri, 17 de marzo de 1971), más conocido como Bill Mueller, es un exjugador profesional estadounidense de béisbol que se desempeñó en la posición de tercera base en las Grandes Ligas de Béisbol (MLB). Logró obtener un Bate de Plata.

## Carrera
Mueller jugó como profesional cinco temporadas en San Francisco Giants (1996-2000), después pasó a Chicago Cubs (2001-2002), luego regresó a San Francisco Giants (2002), posteriormente se unió a Boston Red Sox (2003-2005), y finalmente, a Los Angeles Dodgers, donde jugó una temporada (2006), y fue el equipo en el que se retiró.

## Premios
Fue galardonado con el Bate de Plata en una oportunidad (2003).